# Burchardia
Genre
Classification phylogénétique
Burchardia est un genre de Colchicaceae (anciennement Liliaceae) endémiques en Australie

## Espèces
- Burchardia bairdiae Keighery
- Burchardia monantha Domin
- Burchardia multiflora Lindl.
- Burchardia rosea Keighery
- Burchardia umbellata R.Br.

La dernière de ces espèces pousse en Tasmanie, Australie-Méridionale,  Victoria, Nouvelle-Galles du Sud et Queensland, les quatre autres sont endémiques à l'Australie-Occidentale.